# 基地業務隊
基地業務隊（、略称：基業（）、英称：Base Service Activity、英略称：BSA）とは、海上自衛隊の部隊及び機関に係る厚生、会計、給養、車両、施設及び海上予備員の収容その他の業務を行うことを任務とする部隊である。

## 概要
従来、警備隊が行っていた後方支援や隊員に対する福利厚生等のサービス部門を専任する部隊として1987年（昭和62年）7月1日に各地方隊隷下に新編された。これに伴い、警備隊は警備部門専任部隊に改編された。基地業務隊の長は、基地業務隊司令といい、1等海佐をもって充てる。司令は、地方総監の指揮監督を受け、基地業務隊の隊務を統括する。
なお、市ヶ谷地区には、海上幕僚監部及び東京都（特別区に限る）に所在する海上自衛隊の防衛大臣直轄部隊及び機関等の業務を支援する組織として海上自衛隊東京業務隊（防衛大臣直轄部隊）が置かれている。また、海上自衛隊の航空基地には同等の業務を行う航空基地隊が置かれている。

## 部隊
5つの基地業務隊は、それぞれ地方総監部所在地に置かれている。
- 横須賀基地業務隊：横須賀市及び東京都小笠原村父島に所在する部隊及び機関（横須賀地方隊の部隊など）
  - 船越基地業務分遣隊：横須賀市船越町に所在する部隊（自衛艦隊の部隊など）

- 呉基地業務隊 :呉市、江田島市、周南市及び佐伯市に所在する部隊及び機関（特別警備隊、標的機整備隊、海上自衛隊幹部候補生学校及び海上自衛隊第1術科学校を除く[注 1]。）（呉地方隊の部隊など）

- 佐世保基地業務隊：佐世保市、対馬市、壱岐市及び鹿児島県大島郡瀬戸内町に所在する部隊及び機関（佐世保地方隊の部隊など）

- 舞鶴基地業務隊：舞鶴市及び新潟市に所在する部隊及び機関（舞鶴地方隊の部隊など）

- 大湊基地業務隊：むつ市に所在する部隊及び機関（大湊地区隊の部隊など）

## 編成
横須賀基地業務隊は、基地業務隊本部及び基地業務分遣隊をもって編成されている。基地業務隊（横須賀基地業務隊にあっては、基地業務隊本部）に、次の5科及び補充部が置かれている。
1. 総務科
2. 厚生科
3. 会計科
4. 車両科
5. 施設科
6. 補充部（海上予備員の収容に関すること及び臨時の業務支援に関することを掌る。）

基地業務分遣隊に、次の4科を置く。
1. 総務科
2. 厚生科
3. 補給科
4. 施設科